# Eger (Hongrie)
Pour les articles homonymes, voir Eger.
Eger [ˈɛɡɛɾ] est une localité de Hongrie, ville de droit comital et chef-lieu du district d'Eger et du comitat de Heves. Elle est située dans le nord du pays, à l'est des monts Mátra et au sud du Bükk. Sa population s'élevait à 58 274 habitants en 2006.
La ville est réputée tant pour son vignoble et notamment pour son « Sang de taureau » (Egri bikavér) que pour ses curiosités architecturales telles que : le minaret, vestige de l'occupation ottomane, la forteresse médiévale, sa basilique, deuxième de Hongrie par sa taille derrière celle d'Esztergom, mais également les nombreux édifices baroques qui marquent l'architecture urbaine.

## Site
La ville est située à la limite sud-ouest du massif de Bükk, dans la vallée du ruisseau Eger (hu). 
La colline Nagy-Eged (hu), haute de 532 mètres, et le Bükk-bérc, haut de 569 mètres, s'élèvent dans la partie nord-est d'Eger, et le Hosszú-galya, haut de 590 mètres, s'élève au nord du ruisseau Berva (hu).

## Nom et attributs

### Toponymie
Le nom de la ville provient du mot hongrois éger signifiant aulne. Selon les langues Eger se dit Erlau en allemand, Agria en latin, Jegar / Јегар ou Jegra / Јегра en serbe et croate, Jager en tchèque, Jáger en slovaque, Jagier en polonais et Eğri en turc.

## Histoire

### Premiers occupants et installation des Magyars
Le site d'Eger est habité depuis l'âge de la pierre, y résidaient tout d'abord des tribus germaniques, avares et slaves. Les Magyars commencèrent à s'y installer au Xe siècle. Saint-Étienne, premier roi de Hongrie, fit de la ville un évêché. Eger se développa autour de la première cathédrale, construite sur le site de l'actuel château. La ville fut, dès sa fondation, un important centre religieux hongrois.

### Renaissance et période ottomane
En 1241, Eger fut totalement détruite par les Mongols et la plupart de ses habitants tués.
Du XIVe au XVIe siècle, la ville connut la prospérité. La culture de la vigne, qui fait actuellement sa réputation, y débuta. Durant le règne de Matthias Corvin (1458-1490) la ville connut la Renaissance à l'image de toute la Hongrie. L'Évêché construisit de superbes édifices.
Pendant l'occupation ottomane de la Hongrie centrale, la ville devint une importante forteresse sur le front et fut continuellement exposée aux attaques. Pendant le siège de 1552, les forces hongroises l'ont défendue avec succès malgré la supériorité des troupes assaillantes. Sous le commandement du Capitaine István Dobó, environ deux mille hongrois, femmes et enfants compris, auraient résisté à l'armée ottomane forte de 80 000 hommes, d'après la description qui en est faite dans le roman Étoiles de Eger (Egri csillagok) de Géza Gárdonyi. Cette bataille est la première grande défaite ottomane qui permit à l'Europe de reprendre son souffle.
Après un court siège, l'armée du Sultan Mehmed III conquit la ville en 1596. Elle fut occupée pendant 91 années. Eger devint le siège d'une Vilâyet (division administrative) ottomane. Durant cette période, certaines églises furent converties en mosquées, le château reconstruit et bien d'autres bâtiments publics érigés, en particulier des bains (hammams) et des minarets. Le minaret qui est parvenu à nos jours constitue ainsi la construction ottomane la plus septentrionale.
L'attaque de Vienne par les armées ottomanes en 1683 marqua le début du reflux en Europe centrale. En effet, les Habsbourg, contrôlant, par ailleurs, le reste de la Hongrie, chassèrent les Ottomans du pays. Sous la conduite de Charles V de Lorraine, Eger fut reconquise en 1687 un an après le château de Buda (1686). La Hongrie fut reconquise en quasi-totalité en 1701.

### Guerre d'indépendance contre les Habsbourg et essor de la ville
Pendant la guerre d'indépendance de la Hongrie face aux Habsbourg (1703-1711), Eger se rangea aux côtés de François II Rákóczi. Les Hongrois furent toutefois vaincus par l'armée impériale. Peu de temps après, la ville fut ravagée par la peste.
Eger retrouva à nouveau la prospérité. La cité fut mise en valeur par les évêques notamment par la construction des édifices baroques ou rococo qui font le cachet actuel de la ville : la cathédrale, le palais épiscopal, le collège Eszterházy, etc. Malgré le départ de nombreux protestants, la population de la cité passa de 6 000 à 10 000 habitants entre 1725 et 1750.
Le XIXe siècle a été marqué par plusieurs catastrophes telles que des incendies importants en 1800 et 1827, une épidémie ayant causé plus de 200 morts en 1828 ou encore un effondrement du mur sud du château en 1801. Par ailleurs, en 1804, Eger fut promue archevêché.
Les habitants d'Eger prirent une part active dans la révolution de 1848, mais ce n'est qu'à partir de 1854 que la ville put s'affranchir de la tutelle de l'archevêque.
La sortie du livre Étoiles de Eger de Gárdonyi, en 1899, fit de la ville une attraction touristique populaire. Des fouilles sur le site du château furent également entreprises. La reprise économique au lendemain de la Première Guerre mondiale fut lente. Durant la Seconde Guerre mondiale, la cité eut la chance d'éviter les bombardements, mais fut malgré tout meurtrie par le passage des troupes nazies et soviétiques. La communauté juive locale est néanmoins assassinée par les soldats hongrois et allemands,,.

## Population
| 1787   | 1850   | 1870   | 1891   | 1900   | 1910   |
| ------ | ------ | ------ | ------ | ------ | ------ |
| 16 852 | 16 858 | 19 150 | 22 427 | 25 893 | 28 052 |

| 1920   | 1930   | 1941   | 1949   | 1960   | 1970   |
| ------ | ------ | ------ | ------ | ------ | ------ |
| 28 753 | 30 424 | 32 482 | 31 844 | 38 610 | 47 960 |

| 1980   | 1990   | 2001   | 2011   | 2022   | - |
| ------ | ------ | ------ | ------ | ------ | - |
| 60 897 | 61 576 | 58 331 | 56 569 | 49 113 | - |

## Patrimoine

### Monuments historiques
Le patrimoine d'Eger a été fortement influencé par les périodes d'affrontement avec l'Empire ottoman (château d'Eger) et d'occupation en tant que capitale du Sandjak d'Eğri (minaret d'Eger, bains turcs).
Eger compte dix-sept églises baroques, mais seules trois ou quatre ont l'attention des touristes : l'église cistercienne Saint-Bernard-et-Saint-François-de-Borgia, l'église franciscaine de l'Immaculée-Conception de la Sainte-Vierge, l'église Saint-Antoine-de-Padoue ou encore l'église servite Saint-Jean-et-Notre-Dame-des-Douleurs. Le patrimoine religieux baroque comprend également le líceum, siège de l'Université Károly Esterházy et son observatoire, l'ensemble palatin siège de l'archidiocèse, les palais du grand et du petit Prévôt, ainsi que la Maison Calvin.
La basilique d'Eger (ou église cathédrale Saint-Michel-et-Saint-Jean), chef-d'œuvre de József Hild, domine la ville dans un style néo-classique.
La ville compte également un important patrimoine viticole, notamment l'alignement de caves troglodytiques de Szépasszonyvölgy et le réseau de caves souterrain de la vieille-ville.

### Viticulture
Renommée pour ses curiosités historiques et ses thermes, Eger l'est également pour ses vins. Son vignoble produit des vins rouges et blancs de qualité. Les vins traditionnels de la région les plus réputés sont le Egri Leányka, le Egerszóláti Olaszrizling, le Debrői Hárslevelű (blancs), et enfin le Egri Bikavér « Sang de Taureau d'Eger » (rouge). Plus récemment, sont apparus le chardonnay et le pinot noir. Les vins de la région sont souvent comparés à ceux de Bourgogne.

## Transports
Les routes les plus importantes d'Eger sont l’autoroute M25, la route principale 25 et la route principale 24.

## Culture
- Théâtre de marionnettes Harlekin

## Sport
- Handball : SBS Eger-Eszterházy.

## Images

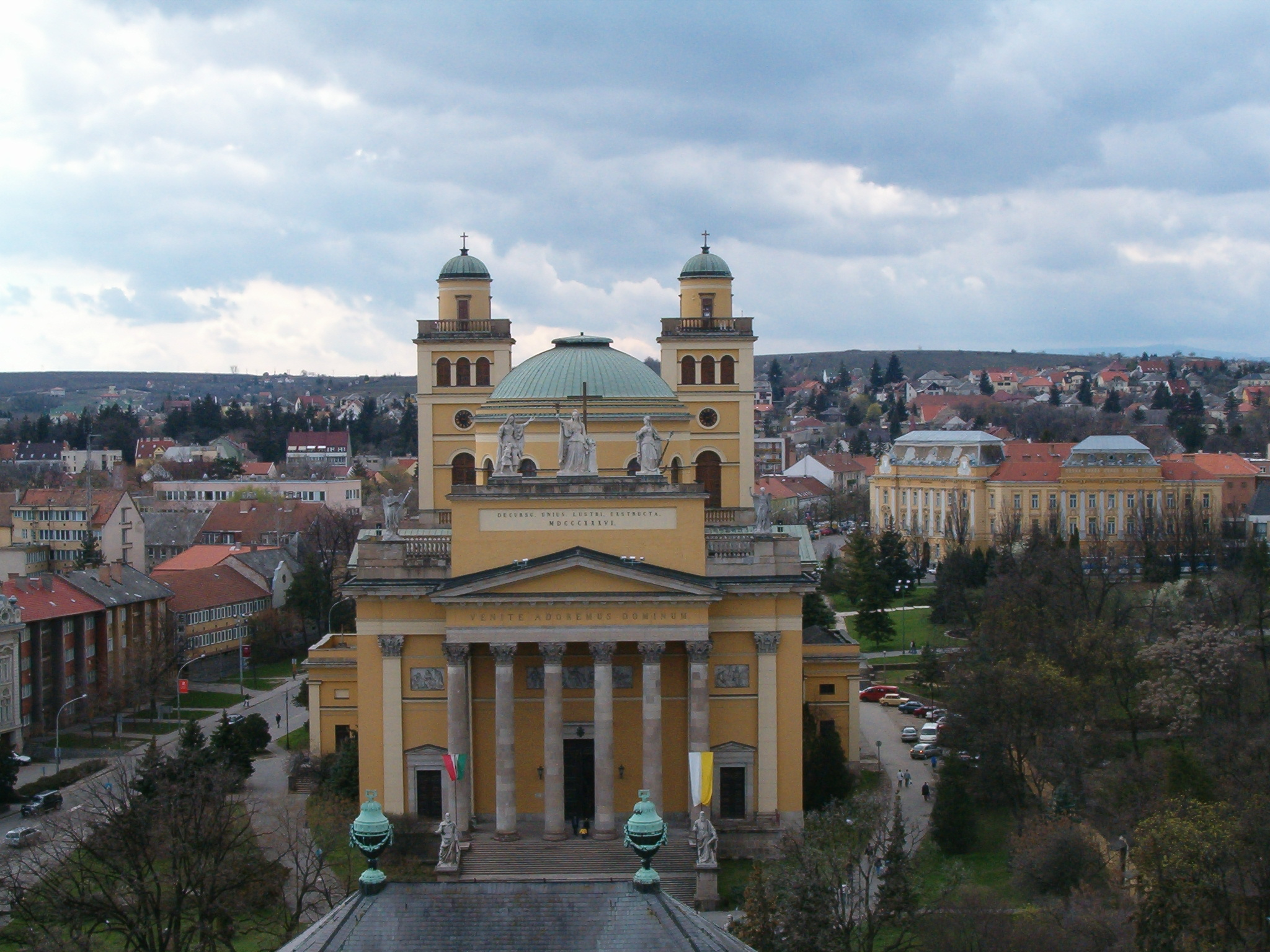
La basilique.
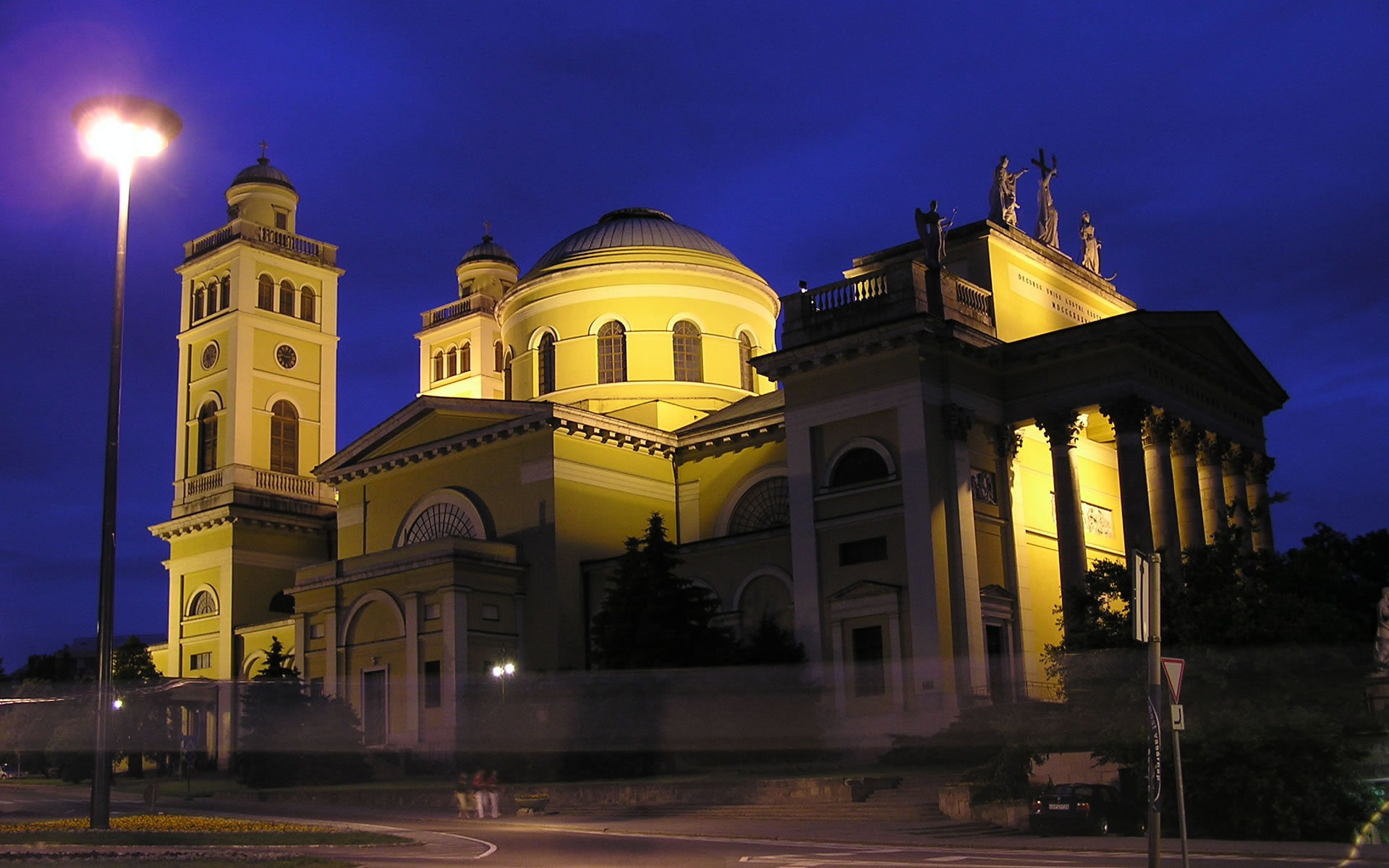
La basilique de nuit.
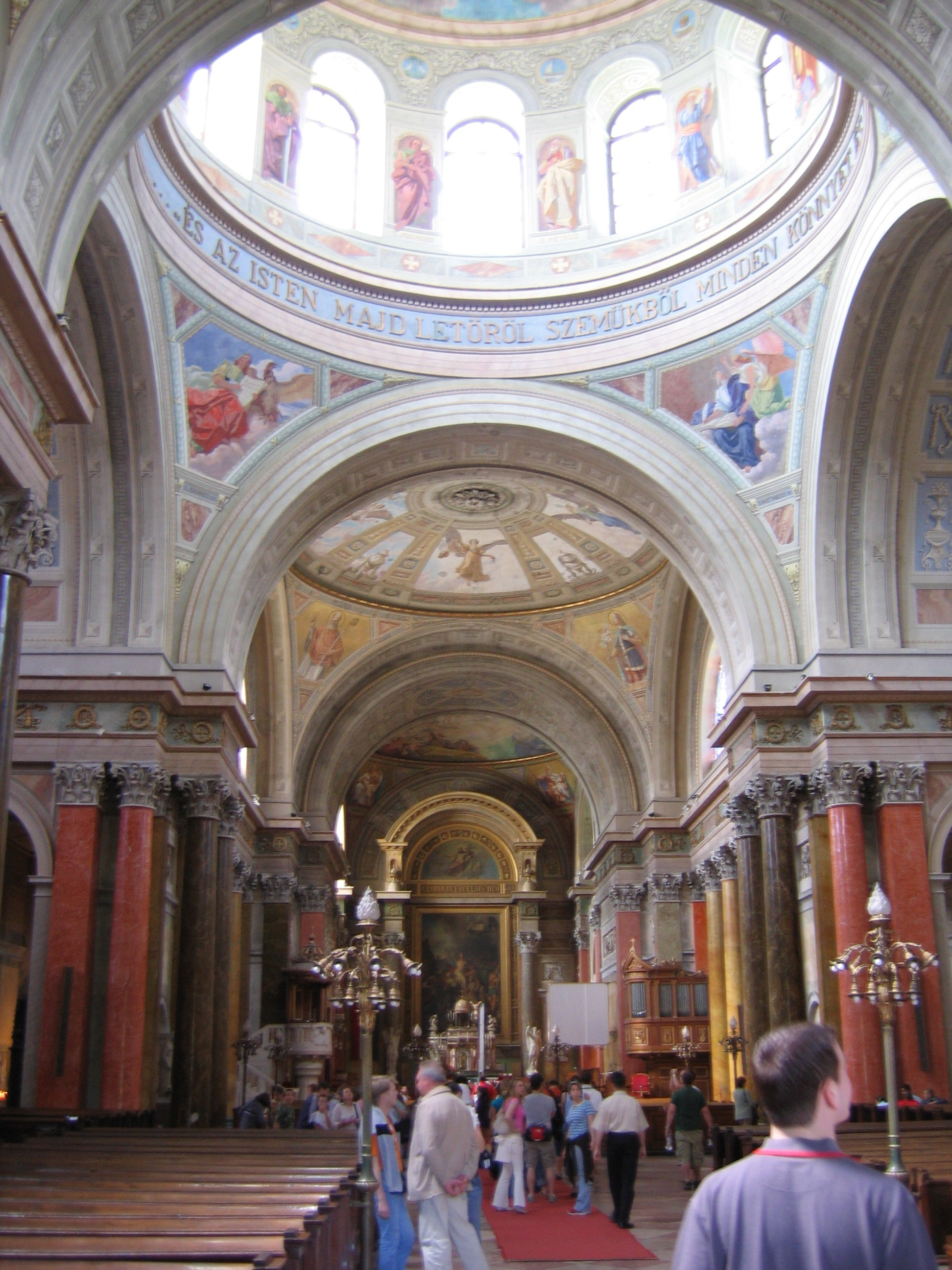
La basilique, vue intérieure.
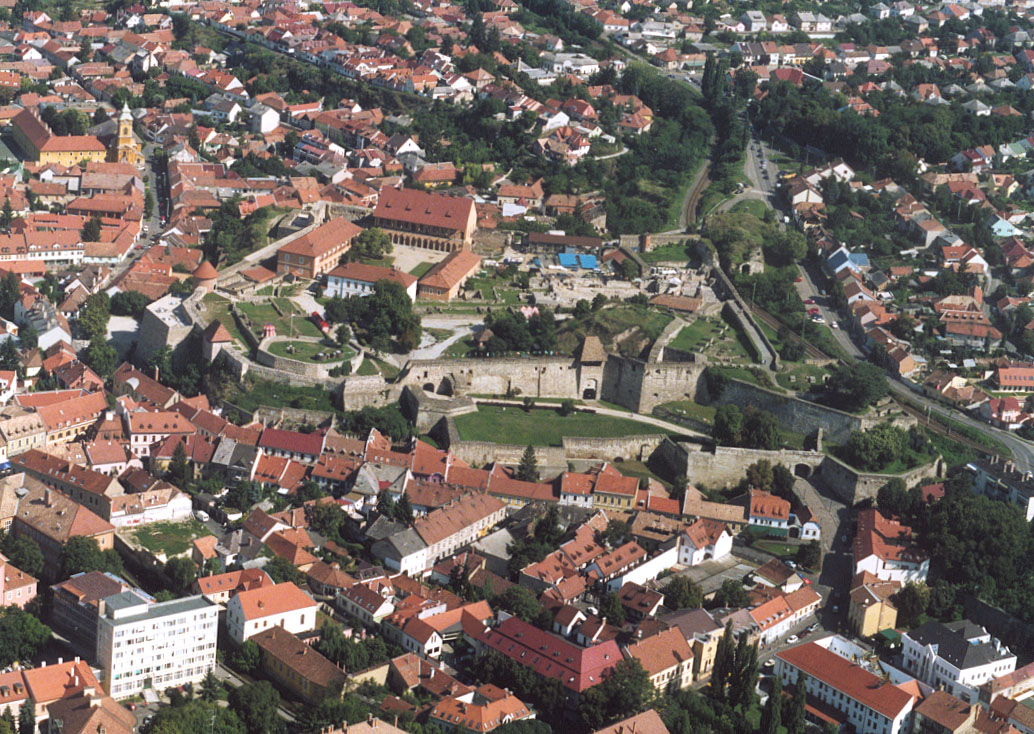
Vue aérienne du château.

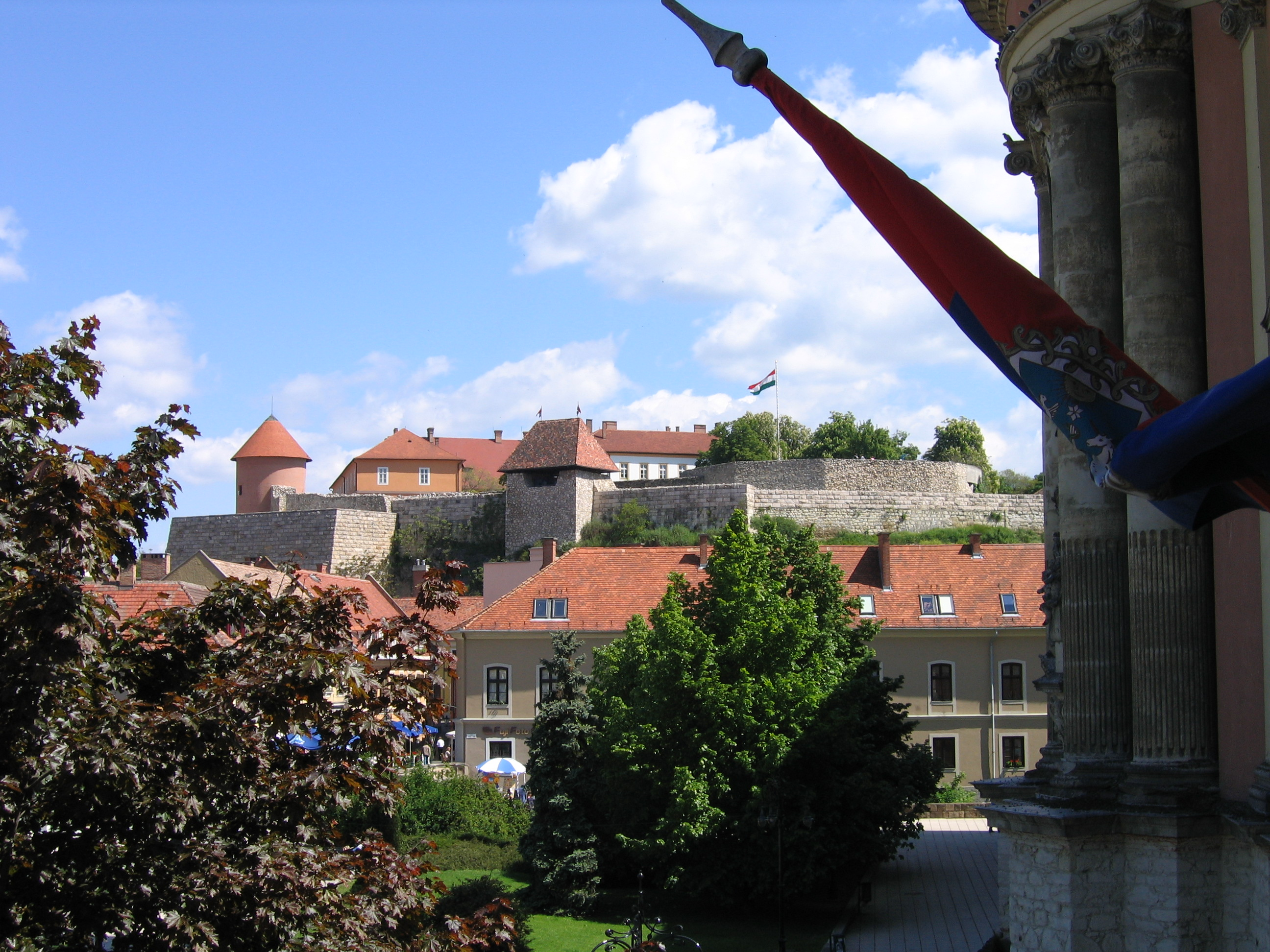
Le château.
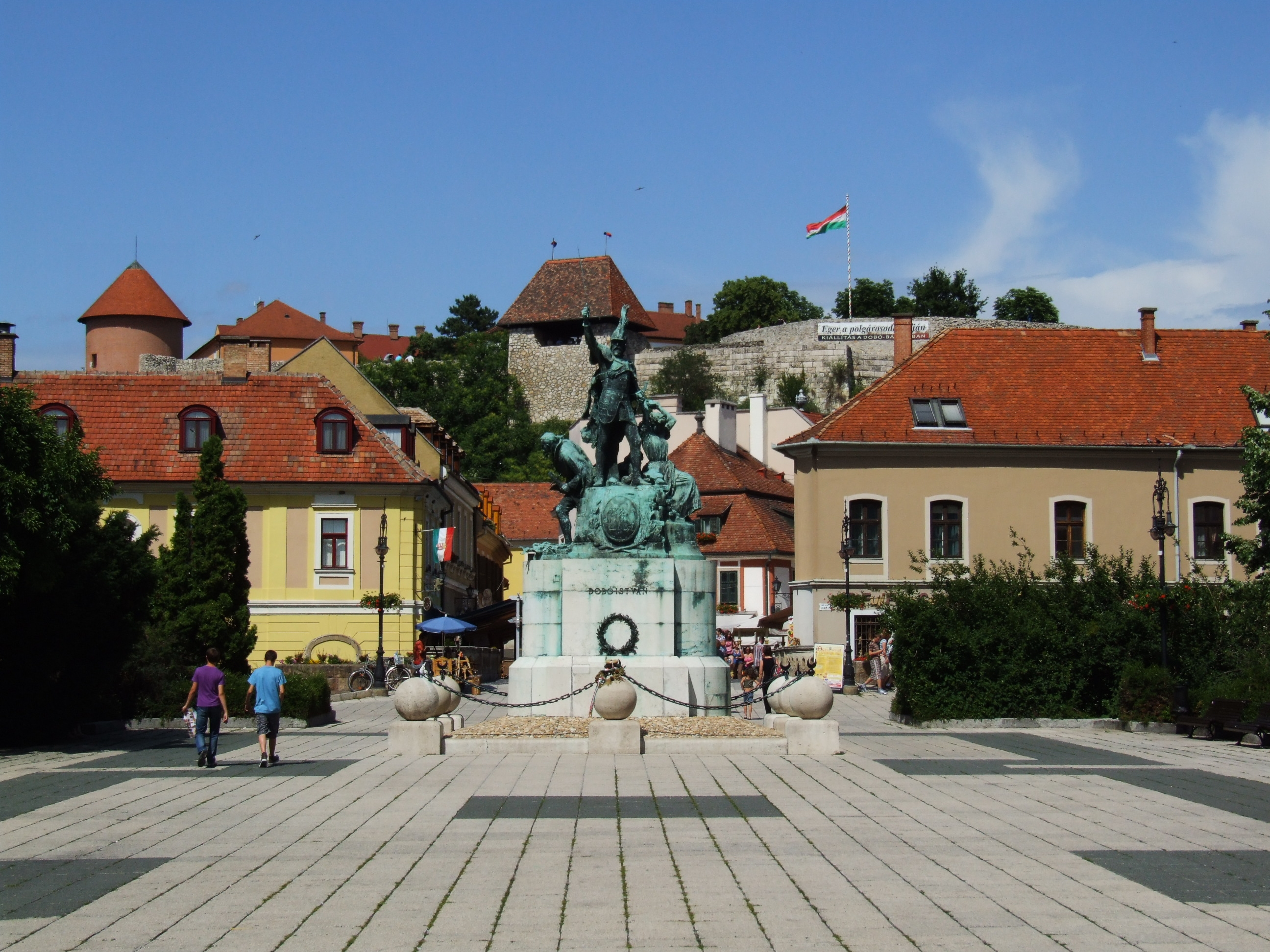
Le square Dobó et le château.
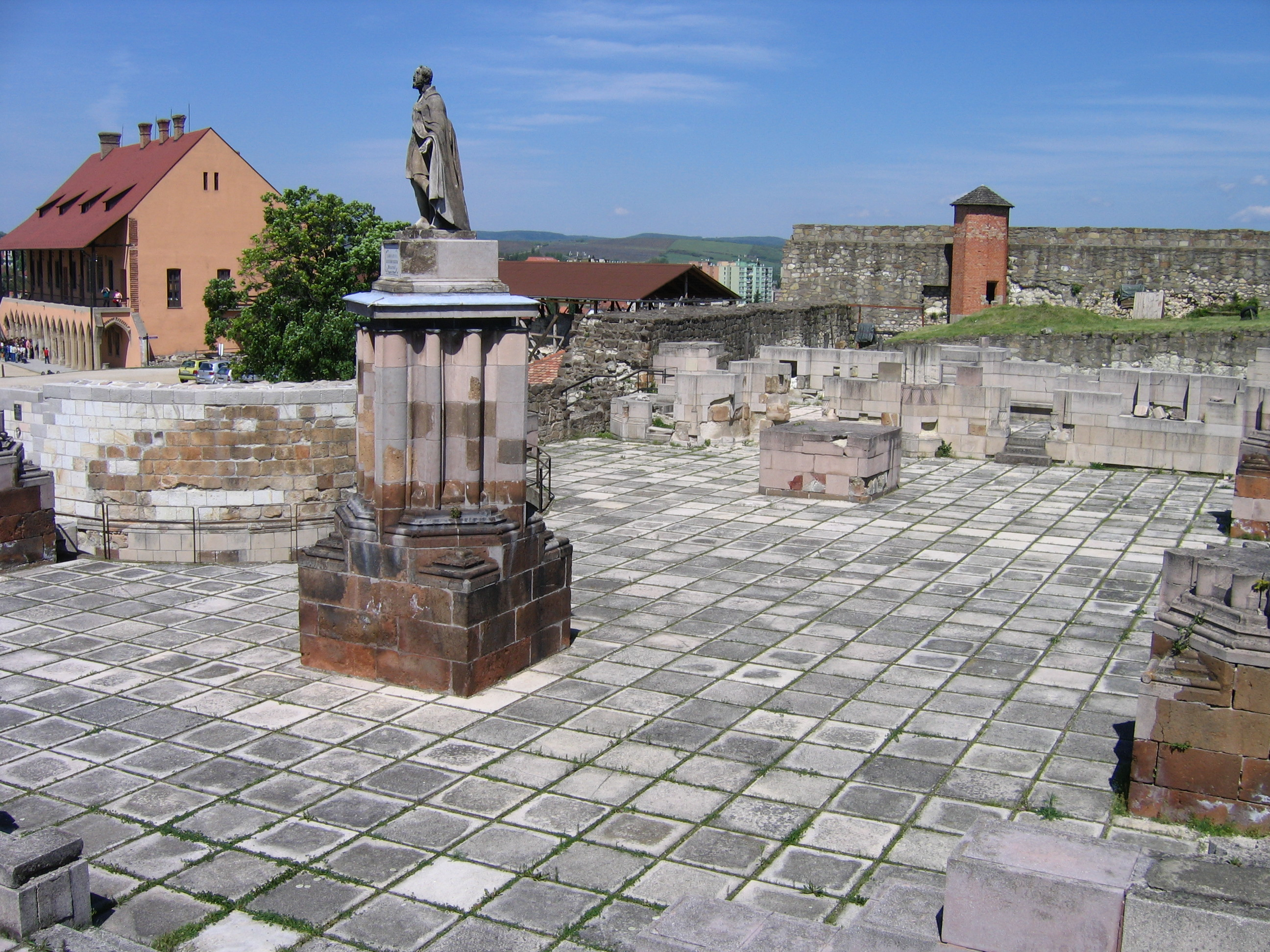
Le château.
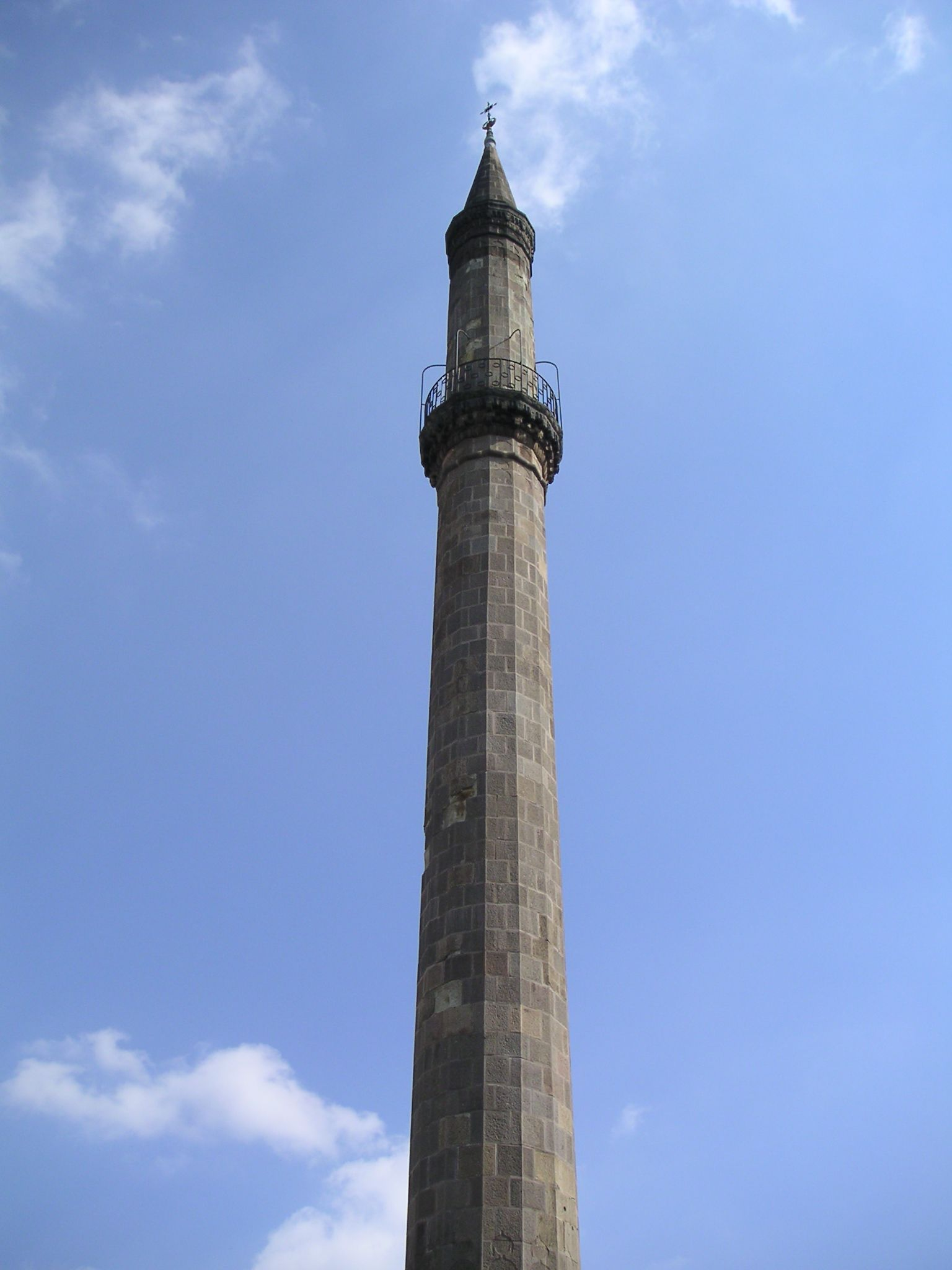
Le minaret.

## Personnalités
- Károly Kárpáti (1906-1996), champion olympique de lutte.
- Miklós Ambrus (1933-2019), joueur de water-polo hongrois.
- András Sike (1965-), lutteur, champion olympique en 1988.

## Jumelages
| Ville | Ville               | Pays | Pays       |
| ----- | ------------------- | ---- | ---------- |
|       | Arezzo              |      | Italie     |
|       | Dolný Kubín,        |      | Slovaquie  |
|       | Esslingen am Neckar |      | Allemagne  |
|       | Gainesville         |      | États-Unis |
|       | Gheorgheni          |      | Roumanie   |
|       | Jéricho             |      | Palestine  |
|       | Kutná Hora          |      | Tchéquie   |
|       | Mâcon               |      | France     |
|       | Pamukkale           |      | Turquie    |
|       | Pori                |      | Finlande   |
|       | Przemyśl            |      | Pologne    |
|       | Sarzana             |      | Italie     |
|       | Tcheboksary         |      | Russie     |

## Climat
| Mois                                  | jan.       | fév.       | mars       | avril     | mai       | juin      | jui.      | août      | sep.     | oct.    | nov.      | déc.       | année      |
| ------------------------------------- | ---------- | ---------- | ---------- | --------- | --------- | --------- | --------- | --------- | -------- | ------- | --------- | ---------- | ---------- |
| Température minimale moyenne (°C)     | −3,2       | −1,7       | 1,8        | 6,8       | 11,1      | 14,3      | 15,9      | 15,8      | 11,8     | 7,1     | 3         | −1,8       | 6,7        |
| Température moyenne (°C)              | −0,5       | −1,7       | 6,2        | 12,2      | 16,5      | 20        | 21,6      | 21,7      | 16,9     | 11,6    | 6,1       | 0,4        | 11,2       |
| Température maximale moyenne (°C)     | 2,2        | 5,1        | 10,8       | 17,6      | 21,6      | 24,6      | 27,4      | 27,6      | 22,1     | 15,3    | 9,2       | 2,8        | 15,5       |
| Record de froid (°C) date du record   | −18,5 2017 | −17,9 2012 | −11,4 2018 | −4,5 2021 | −0,8 2007 | 4,7 2006  | 7,2 1998  | 5,4 1998  | 2,2 2018 | −5 2006 | −7,8 2007 | −17,2 2009 | −18,5 2017 |
| Record de chaleur (°C) date du record | 15,3 2002  | 18,2 2016  | 23,2 2017  | 29,7 2012 | 32,1 2005 | 36,9 2000 | 38,6 2007 | 37,4 2017 | 34 2008  | 27 2000 | 22,3 2018 | 13,8 2020  | 38,6 2007  |
| Ensoleillement (h)                    | 71,9       | 93,9       | 162,6      | 208       | 255,3     | 256,4     | 282,2     | 268,8     | 184,2    | 147,6   | 83,3      | 57         | 2 071,2    |
| Précipitations (mm)                   | 27,8       | 30,4       | 29,1       | 42,7      | 66,5      | 74,5      | 91,1      | 54,3      | 49,4     | 63,1    | 46,5      | 36,2       | 611,6      |
| Nombre de jours avec précipitations   | 6          | 5,9        | 6,4        | 7         | 9,5       | 8,7       | 9,1       | 5,9       | 6,2      | 5,8     | 7,2       | 8          | 85,7       |